# Уеб литература
Уеб литература е вид литература, достъпна главно или единствено в интернет. Често срещан тип уеб литература са уеб сериалите и уеб новелите.
За разлика от повечето съвременни книги, произведенията на уеб литературата често не се публикуват наведнъж. Вместо това се пускат в интернет на части или глави.
Уеб базираната литература датира от най-ранните дни на Мрежата. Пример е изключително популярната за времето си история The Spot (издавана онлайн от 1995 до 1997), която е разказана чрез записи в дневника на герои и включва известна степен на интерактивност с читателя. The Spot поражда много подобни сайтове, съдържащи истории и сюжетни линии, включително Ferndale и East Village, но те не са толкова успешни и не продължават дълго. Повечето от тези ранни начинания вече не съществуват.
От 2008 г. насам популярността на уеб литературата нараства. Вероятно в резултат на това повече фенове на уеб сериалите са решили да създадат свои собствени проекти, което води до бързо нарастване на броя на сериозните, оригинални произведения. Някои сериали използват възможностите, които им предоставя дигиталното пространство, за да включват неща, които не са възможни в обикновените книги, като карти с възможност за кликване, изскачащи биографии на герои, сортиране на публикации по етикет и видео.
Уеб литературата е изключително популярна в Китай, като приходите от жанра в страната надхвърлят 2,5 милиарда щатски долара годишно.

## Видове

### Уеб новели
Уеб новели или уеб романи (е-романи) са книги, публикувани онлайн. Уеб романите съществуват както в безплатни за четене варианти, така и в платени формати.

### Уеб сериали
Повечето уеб сериали са написани като поредици. Те имат дълги сюжетни линии, изиграващи се в продължение на множество глави и броеве.

### Интерактивен роман
Авторите на традиционни романи с хартия и мастило понякога се опитват да дадат на читателите интерактивно изживяване, но този подход не става напълно осъществим до развитието на цифровите медии и хипертекста . Традиционните романи са линейни, т.е. четат се от страница на страница в права линия. Интерактивните романи обаче предлагат на читателите уникален начин да четат литература чрез избор на страница, герой или посока. Следвайки фрази с хипервръзки в романа, читателите могат да намерят нови начини за разбиране на героите. Няма грешен начин за четене на хипертекстов интерактивен роман. Връзките, вградени в страниците, са предназначени да бъдат взети по преценка на читателя – за да позволят на читателя избор в света на романа.

### Уеб комикс
Уеб комикси, онлайн комикси или интернет комикси са комикси, публикувани на уебсайт. Докато повечето се публикуват само в мрежата, някои се издават и в списания и вестници, напечатани на хартиени носители.